# روبن غيب
روبن غيب ‎(بالإنجليزية: Robin Gibb)‏‏ (22 ديسمبر 1949، دوغلاس، جزيرة مان — 20 مايو 2012، لندن، المملكة المتحدة) هو مغني ومؤلف أغاني بريطاني من جزيرة مان، ومنتج، المعروف بالدرجة الأولى باشتراكه في فرقة بي جيز التي أسسها هو وأخوه التوأم موريس وأخوهما الأكبر باري. كان لديهم أخ رابع آندي، وكان مغنياً منفرداً معروفاً أيضاً. انضم إلى فريقه الأول «راتل سنيكس» الذي تكون في مانشستر بإنجلترا.
ولد روبن في جزيرة مان لوالدين إنكليزيين هما هيو و باربرا جيب، ثم انتقلت العائلة إلى مانشستر (حيث ولد أندي غيب، قبل الاستقرار في «ريدكليف» وهي ضاحية في بريزبان في أستراليا. بدأ مسيرته الموسيقية في الثلاثي العائلي مع أخويه، وبعد أن حققوا نجاحاً عادوا إلى بريطانيا واستطاعوا تحقيق الشهرة العالمية. في سنة 2004 حصل بي جيز على رتبة الإمبراطورية البريطانية من الأمير تشارلز في قصر بكنغهام على «مساهمتهم في الموسيقا». حقق البي جيز من المبيعات 200 مليون ألبوم، وأصبحوا واحد من أشهر فرق البوب في كل عصر. المؤرخ الموسيقي بول جامباتشيني وصف روبن أنه «واحد من الشخصيات الكبرى في تاريخ الموسيقى البريطانية» و«واحد من أفضل أصوات لموسيقى السول من البيض في كل وقت».
بعد مسيرة موسيقية عبر ستة عقود من الزمن، أحيا روبن آخر حفلة له في فبراير 2012، وكانت حفلة خيرية لدعم الجرحى من الجيش البريطاني عرض على مسرح «لندن بلاديام». وفي 20 مايو 2012 توفي من سرطان القولون بسبب الفشل الكلوي والكبدي عن عمر 62.
كعازف، لعب روبن اساسا على عدة آلات الكيبورد مثل البيانو والأرغن والميلوترون في ألبوم البي جيز "Bee Gees' 1st" سنة (1967) والبوم "Odessa"، كما عزف الجيتار في ألبومه الصولو الأول Robin Reign (الذي صدر سنة 1970).

## الحياة الأولى

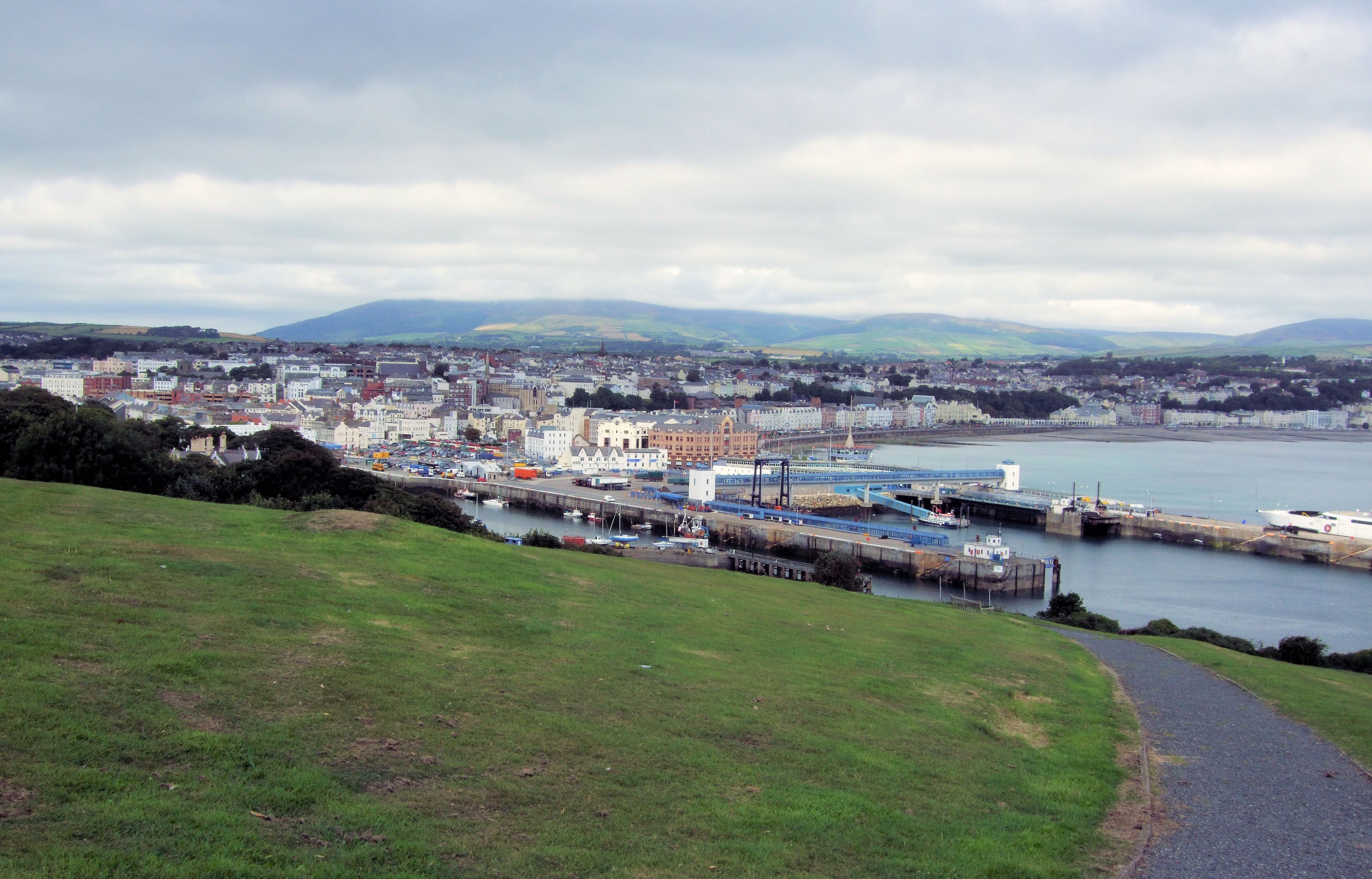
دوجلاس محل ميلاد روبن جيب.

ولد روبن في 22 ديسمبر 1949 في مستشفى ولادة جين كروكال في دوجلاس، جزيرة مان من ابوين هما هيو وباربرا جيب. وهو التوءم الشقيق لموريس غيب وكان الأكبر ب35 ثانية. كانت تابع لجزيرة مان بالمولد وجنسيته إنجليزي. إلى جانب موريس، لديه أخت هي ليزلي إيفانز وأخوين هما باري غيب وآندي غيب. لديه سلالة اسكتلندية من جانب الأب وايرلندية من جانب الأم. وهو طفل، كان روبن يحب اللعب بالنار وكان يأخذ علب الثقاب من المطبخ. قالت أمه أنه كان يبدأ في إشعال الحرائق في أي مكان أراد. واحد المرات جذب الحريق الذي اشعله انتباه الشرطة.
عام 1953 شاهدت عائلة جيب تتويح الملكة إليزابيث الثانية في التلفزيون الصغير 12 بوصة أبيض وأسود. كان لهم جارة في ويلاستون جزيرة مان تدعى ماري بيك وكانت صديقة لامهم واختها بيجي. وجارة أخرى تدعى هيلين كيني كان تقيم في دوجلاس هيد وتذكر هيلن: «باري والتوءمان كانا يأتيان لمنزل مسز بيك وكنا نرعاهم، اخبرني روبن مرة» سنكون أغنياء أحد الأيام، وسنشكل فريق!” لم أدرك أنه كان يقصد ذلك”.

## المشوار الفني

### 1955–1958
عام 1955، حين عادت اسرة جيب لمنزلهم الام مانشستر، كون الاخوة جيب فريق «راتل سنيكس». كان الفريق مكون من باري على الجيتار والغناء، روبن وموريس في الغناء، بول فروست على الدرامز وكيني هوروكس على
Tea chest bass والخماسي قدموا عروض في المسارح المحلية في مانشستر، تأثيرهم في ذلك الوقت كان بايفرلي برازرز، كليف ريتشارد وبول أنكا. في مايو 1958، انفصل الفريق حين غادر فروست وهوركس وتغير الاسم لفريق «وي جوني هيز» ثم «بلو كاتس». في أغسطس 1958 سافرت الاسرة لاستراليا على نفس السفينة التي سافر عليها الموسيقي الأسترالي ريد سيمونز. استقر الاسم أخيرا على البي جيز حين عاشوا في كوينزلاند أستراليا.

### الستينات
اغنيتهم السنجل الأولى the battle of the blue and the grey مع الوجه الآخر أغنية the three kisses of love اطلقت في أستراليا فقط لكن لم تدخل سباق الأغاني. عام 1963، غنى روبن مع اخويه في الخلفية في أغاني فنانين أستراليين آخرين في أستراليا، وكانت الأغاني لجود ستون it takes a lot to make me cry واغنية جوني ديفلين stomp the tumbarumba وblude suede shoes وwhole lot of shakin' going on واغنية جيمي هنان beach ball وyou gotta have love وyou make me happy وhokey pokey. عام 1964 شارك روبن في غناء الخلفية لتريفور جوردن أغنية house without windows وand i'll be happy وفي عام 1965 غنى في خلفية أغاني تريفور جوردن little miss rhythm and blues وhere I am وI wanna tell the world وeverybody' talkin'، واغنية نولين باتلي watching the hours go by. في عام 1966 شارك روبن في عدة أغاني: أغنية بيب اديسون hey وyoung man's fancy، واغنية ساندي سامرز messin' around وa girl needs to love واغنية آن شيلتون talk to me وI miss you واغنية فنس ميلوني I need your lovin' tonight وmystery train واغنية أبريل بريون he's a thief وa long time ago، وأغاني MPD Ltd بعنوان absence makes the heart grow fonder وI am what I am وtoo late to come home، واغنية لوري بارلمر who's been writing on the wall again
in your world واغنية مارتي رون she is mine وvillage tapestry واغنية "فيت" why do I cry واغنية بارنجتون as fast as I I can وraining teardrops واغنية "جينين" so long boy وdon't say no واغنية جون بلانشفيلد upstairs, downstairs وtown of Tuxley Toymaker, part 1. أول أغنية اساسية في البوم بي جيز كانت I don't think it's funny والثانية how love was true. كلا الاغنيتين صدرتا في البوم البي جيز يغنون ويعزفون 14 أغنية لباري جيب. الأغنية الأولى كتبها روبن "I Don't Know Why I Bother With Myself صدرت في البوم spicks and specks 1966. قام البي جيز بآخر جلسة تسجيل في أستراليا بأغاني gibert green وdeeply, deeply me وMrs Gillespie's refrigerator وI'can't see nobody
المرحلة الأولى للنجاح البريطاني للفريق في اواخر الستينات بدات باغنية new york mining disaster 1941 والفريق أضاف عازف الدرامز كولين بيترسن وعازف الجيتار فينس مالوني لتكوين فريق. قاموا بجولات لاوروبا عام 1967 و1968 وايضا أمريكا في أغسطس 1968. في 13 يونيو 1968، سبع أغاني سجلت تشمل indian gin and whisky dry كل الأغاني تنسب لروبن وحده فقط الغناء والجيتار، وتعاون روبن في كتابة only one woman وهي الظهور الأول لفريق the marbles وكانت أغنية ناجحة خاصة في أوروبا ونيوزيلندا. في أغسطس بدأ الفريق في تسجيل البوم odessa لكن المنافسة مع باري حثت روبن على ترك الفريق ويبدأ مشوار كفنان صولو (بعد أن ترك فنس مالوني عازف الجيتار الفريق بثلاثة أشهر) بعد ظهور أغنية lamplight لروبن في الوجه الثاني من أغنية باري first of may. أثناء ذلك كانت هناك اشاعات انه كان لديه مشاكل مع تعاطي المخدرات، وزعم أن هذا ادى لتهديد والديه باتخاذ إجراء قانوني ضده (باعتباره قاصر لأن عمره 19، وسن النضج في بريطانيا كان 21). آخر جلسة تسجيل للبي جيز مع روبن كانت في فبراير 1969.

### السبعينات

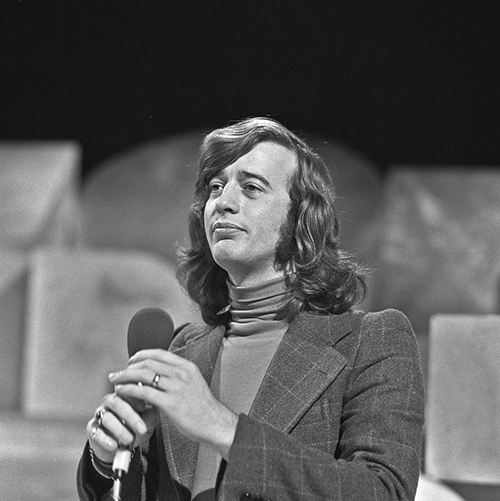
روبن يغني في شبكة التليفزيون الهولندي أرفو برنامج توب بوب عام 1973.

في 19 مارس 1969، أعلن أنه سيترك البي جيز في نفس يوم تسجيل الفريق لاغنية tomorrow tomorrow وأصبحت أول أغنية سنجل لهم دون روبن. في مشواره الصولو كان روبن ناجح أول الأمر بالاغنية التي وصلت للمرتبة الثانية في السباق الإنجليزي بعنوان saved by the bell التي باعت أكثر من مليون نسخة وحصلت على الاسطوانة الذهبية. وهو يؤدي هذه الاغنية في عرض التليفزيون الألماني beat club. أيضا عام 1969 تعاون في إنتاج أغنية love for living التي ادتها كلير توري وصدرت كسنجل. في 31 يناير و1 فبراير 1970 غنى روبن في أوكلاند في نيوزيلندا. مع ذلك أول البوم صولو لروبن هو Robin's reign 1970 كان اقل نجاحا وسرعان ما وجد مشواره كفنان صولو غير مرضي له. عزف موريس الباص في أغنية mother and jack لكن بعد ذلك استبعده المنتج روبرت ستيجود من المشروع. أيضا في هذا العام انتج كولن بيترسون أغنية make a stranger your friend التي اداها جوناثان كيلي التي غنى فيها روبن الكورس مع ميك تايلور عضو فريق رولنغ ستونز وكلاوس فورمان من فريق "بلاستيك اونو" ومادلين بيل وثلاثة أعضاء من فريق "فاميلي دوج" هم جاكي لوماكس وبيتر سيلارز وسبايك مليجان واخرين. في ينايز 1970 بدأ روبن يسجل البومه الثاني الصولو sing slowly sisters حتى فبراير لكن ما زالت لم تصدر. أراد إصدار أغنية great caesar's ghost كسنجل نحو 1970 مع "engines, aeroplanes” كالوجه الثاني لكن الاغنيتين لم يدخلا ضمن ذلك الالبوم ولم تصدر حتى هذا اليوم. في 13 يونيو، عاد روبن وموريس معا وسجلا أربعة أغاني، اثنين من الأربعة صدروا في البومهم التالي 2 years on، الجلسة كانت اصلا لموريس وحده حين احضر روبن للجلسات. في جلسات 21 يونيو، سجل الاثنان خمس أغاني أخرى وأخيرا في أغسطس، عاد الاثنان للاستديو وأعلنا عودة البي جيز كفريق، بمساهمة باري أو بدونها. واحد من ال14 أغنية back home وI'am weeping أيضا صدرت في البوم 2 years on. في 21 أغسطس، أعلن أن باري انضم مرة أخرى للفريق وسجلوا معا، وكان الأغنية الأولى بعد الإعلان lonely days التي وصلت للمرتبة الثالثة في سباق "أفضل 100 أغنية في قائمة بيلبورد الأمريكية". في ديسمبر سجل باري بروفة أغنية after the laughter.
عام 1971، أطلق الفريق البوم trafalgar وأول سنجل كان how can you mend a broken heart ووصلت للمرتبة الأولى في السباق الأمريكي، وثاني سنجل بالاد بعنوان don't wanna live inside myself كانت اقل نجاحا. بعد ذلك بدأت شعبيتهم ترتبع. في أبريل 1972 بعد شهرين من رحيل عازف الدرامز جيف بريدجفورد، كتب آخر أغنية للبي جيز بعنوان never been alone حتى 1999. في عام 1972 صدر البوم to whom it may concern مع اغنيات سنجل run to me وalive. عام 1973 الالبوم الكانتري بعنوان life in a tin can صدر. الاغنية الوحيدة السنجل saw a new morning. أيضا عام 1973 سجل الفريق البوم a kick in the head is worth eight in the pants لكن لم يصدر رسميا. في نفس العام غنى الفريق مجموعة أغاني البيتلز في برنامج the midnight special. في عام 1974 مع المنتج الجديد أريف ماردن اعاد البي جيز اكتاشف انفسهم بأغنية من نوع «بلو سول». الآن ذخل الفريق في ثاني مرحلة من نجاحهم الساحق في فترة الديسكو في اواخر السبعينات. مع صدور البوم Mr Natural صدرت ثلاثة أغاني سنجل من الالبوم وهيMr Natural وthrow a penny وcharade. عام 1975 صدر البوم main course وضم أغاني سنجل في السباق الأمريكي لأفضل عشر أغاني وهي jive talkin' وnights on broadway. في عام 1975 سجل البي جيز ست أغاني بيتلز لالبوم all this and world war. المغنون الاخرون في هذا الالبوم كانوا كليف لين، كيث مون، إلتون جون، امبروزيا وآخرون. وصل الالبوم المرتبة 23 في سباق الأغاني البريطانية.
عام 1976 اصدر الفريق البوم children of the world الذي ضم أغاني دسكو/فانك مثل you should be dancing وlove so right وsubway وboogie child وغيرها. في 20 ديمسبر غنى الفريق في برنامج «فورام» في لوس أنلجوس وهذا العرض صدر في اسطوانة here at last.. Bee Gees..live كصوت فقط. قبل فبراير حتى مارس 1977 انقل الفريق إلى استديو «لا شاتو، هيروفيل» بفرنسا حيث سجلوا أغاني فيلم saturday night fever واكملوا في أبريل 1977 وانتهوا منه في سبتمبر. أيضا عام 1977 تعاون روبن في كتابة أغنية emotion للمرطبة سمانثا سانج وكانت أغنية ناجحة. بين مايو وسبتمبر سجل الفريق أغاني فيلم sgt. pepper's lonely hearts club band. وفي عام 1978 ادى روبن في البوم sesame street fever لبرنامج الأطفال التليفزيوني sesame street. كان واحد من المغنين في الاغنية التي تحمل عنوان البوم sesame street fever وغنى أغنية trash لشخصية oscar the grouch وتكلم مع كوكي مونستر في بداية أغنية c is for cookie.

### الثمانينات والتسعينات
في يناير 1980، تعاون روبن وأنتج إنتاج مشترك مع بلو ويفر ألبوم بعنوان sunrise. أيضا عام 1980، قدم دويتو مع مارسي ليفي في أغنية help me (التي وصلت لرقم 50 في السباق الأمريكي) ظهرت في أغاني فيلم times square والفنانين الآخرين الذين غنوا في الفيلم، يشملون جاري نومان وروكسي ميوزيك ورامون وفريق the cure وفريق the cars. أيضا عام 1980 معظم ألبوم باربرا سترايسند guilty تعاون في كتابته روبن مع باري. في فبراير 1981، عاد البي جيز للاستديو وسجلوا أغنية living eyes، عكس الالبوم السابق، لم يحقق نفس النجاح حيث وصفه المعجبون بالفريق أنه اسوأ البوماتهم. بعد البوم ديون ووريك heartbraker وقبل تسجيل أغاني لفيلم staying alive، سجل ثالث البوم صولو له مع مشاركة موريس أخيه بعنوان how old are you. الاغنية الاساسية juliet حققت نجاح في أوروبا وايضا أغنية another lonely night in new york والاغنية التي تحمل عنوان الالبوم how old are you. في عام 1984، أطلق رابع البوم صولو له بعنوان secret agent، وهو تأثر بنوع موسيقى "النيو ويف/سينث بوب (وصل رقم 97 في أمريكا ورقم 31 في ألمانيا ورقم 20 في سويسرا) الاغنية الرئيسية وأول سنجل boys do fall in love وصلت لسباق بيلبورد لافضل 40 أغنية، ووصلت الاغنية رقم 70 في إنجلترا ورقم 7 في جنوب أفريقيا ورقم 10 في إيطاليا. اغاني سنجل أخرى مثل أغنية secret agent التي تحمل عنوان الالبوم واغنية in your diary لم تكرر نجاح الاغنية الأولى. عام 1985، أطلق خامس البوم صولو له بعنوان walls have eyes مع اغاني سنجل مثل like a fool وtoys، كلتا الاغنيتين لم يصلا لسباق الاغاني الإنجليزي والأمريكي. هذه الالبومات الثلاثة حققت نجاح أكبر في أوروبا من إنجلترا وأمريكا. في عام 1986، انضم روبن مع تومسون توينز وزاك ستراكي وكليف رتشارد وبوني تايلر وجون بار وهولي جونسون في مشروع باسم "ضد الهروين" لتسجيل أغنية خيرية بعنوان Live-In World . في اواخر 1986، بدأ البي جيز في كتابة وتسجيل أغاني البومهم E.S.P. ليطلق عام 1987.
عام 1991، أطلق البي جيز البوم high civilization والسنجل secret love وwhen he's gone وبدؤا جولة أوروبية. عام 1993، أطلق الفريق البوم size isn't everything وايضا البوم still waters عام 1997 مع أغاني سنجل alone وI could not love you more و (still waters (run deep.

### سنة2000

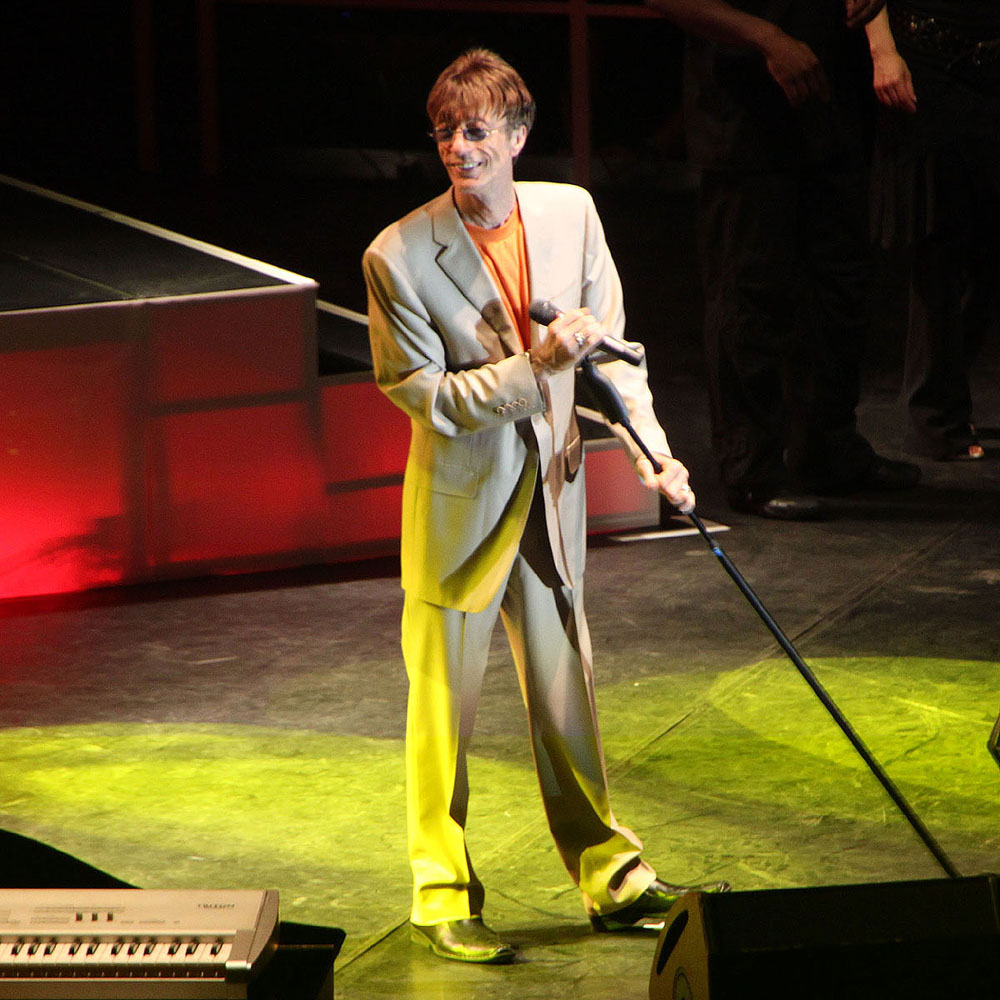
روبن يغني في لايبزج، ألمانيا عام 2009.

## وصلات خارجية
- روبن غيب على موقع IMDb (الإنجليزية)
- روبن غيب على موقع ميوزك برينز (الإنجليزية)
- روبن غيب على موقع رولينغ ستون (الإنجليزية)
- روبن غيب على موقع قاعدة بيانات برودواي على الإنترنت (الإنجليزية)
- روبن غيب على موقع قاعدة بيانات برودواي على الإنترنت (الإنجليزية)
- روبن غيب على موقع إن إن دي بي (الإنجليزية)
- روبن غيب على موقع أول ميوزيك (الإنجليزية)
- روبن غيب على موقع ديسكوغز (الإنجليزية)
- روبن غيب على موقع قاعدة بيانات الفيلم (الإنجليزية)
- وفاة روبن غيب مغني فرقة بي جيز – ويكي الأخبار، 21 مايو 2012.